# Bernabé de Ayala
Bernabé de Ayala (ur. ok. 1625 w Jerez de la Frontera, zm. ok. 1689 w Kadyksie) – hiszpański malarz barokowy. Należał do sewilskiej szkoły rysunku założonej przez Murilla i Francisca de Herrera w 1600 roku. Pozostał w szkole do 1671 roku.